# Weatherby
Weatherby, Inc. es un fabricante de armas y munición, estadounidense fundado en 1945 por Roy Weatherby La compañía es conocida por su línea de cartuchos magnum de alta potencia, como .257 Weatherby Magnum, .270 Weatherby Magnum, .300 Weatherby Magnum, .340 Weatherby Magnum y .460 Weatherby Magnum La sede de la empresa se encuentra en Sheridan, Wyoming.

## Historia
Los rifles de producción originales de Roy Weatherby se construyeron sobre acciones comerciales Mauser fabricadas por FN, Brevex (magnum) y Mathieu (mano izquierda). Weatherby inicialmente construiría un rifle a la medida de acuerdo a las especificaciones de un cliente para rifles a medida, utilizando cualquier acción que el cliente solicitara, siempre que la acción fuera lo suficientemente fuerte como para tolerar las presiones del cartucho deseado. 
Weatherby fabricó sus rifles durante muchos años en su pequeña instalación ubicada en South Gate, California, hasta 1956 cuando contrató a Sako para continuar construyendo sus armas de fuego que se basaban en las acciones Weatherby-FN Mauser. Todavía se produjeron algunos rifles personalizados en South Gate después de este contrato.
El primer deslinde de Weatherby con los diseños basados en mecanismos derivados del Mauser 98 se produjo en 1956 cuando encargó a la firma danesa Schultz & Larsen que construyera los 378 Weatherby Magnum utilizando el cerrojo Schultz & Larsen Model 54, el cual era muy robusto y tenía varias características que se integrarían en los futuros diseños de rifle patentados de Weatherby, que incluyen un cerrojo bajo y tres puertos de escape de gas en el cerrojo.
En 1958, después de varios años de desarrollo, Roy Weatherby presentó el cerrojo Mark V, su primer diseño patentado desarrollado totalmente internamente por el propio Weatherby y con su ingeniero jefe, Fred Jennie. El rifle de nuevo diseño tuvo que ser construido para soportar las presiones más altas producidas por los cartuchos experimentales de Weatherby, que excedieron las 100 000 libras por pulgada cuadrada (689 475,7 kPa)
Las primeros mecanismos Weatherby Mark V fueron fabricados en los EE. UU. por Pacific Founders, Inc. Los rifles se terminaban en las instalaciones de Weatherby en South Gate. La demanda por los nuevos rifles Mark V superó rápidamente la capacidad de fabricación de Weatherby, por lo que la empresa contrató a JP Sauer en Alemania Occidental para producir los rifles. 
La fabricación del Mark V continuó en Alemania Occidental hasta principios de la década de 1970, cuando el aumento en el costo de producción obligó a Weatherby trabajar con la empresa Howa en Japón . 
Para muchos consumidores, tanto el mecanismo como el acabado de los rifles Mark V fabricados por Howa mostraron mejoras con respecto a la calidad de las armas fabricadas por Sauer. La fabricación del Mark V se trasladó de nuevo a los Estados Unidos en 1995, donde el Mark V ha sido construido bajo contrato tanto por Saco Defense (adquirida por General Dynamics en 1998) como por Acrometal/ATEK desde entonces.
La acción Mark V se mantuvo relativamente sin cambios durante los primeros cinco años de su producción, hasta que la fabricación pasó de PFI en los Estados Unidos a JP Sauer en Alemania. La versión producida por Sauer difería de la fabricada en los Estados Unidos, con el seguro movido del receptor al cerrojo y la superficie lisa del seguro que se encuentra en las versiones fabricadas en los EE. UU. Fue reemplazada por una superficie acanalada. El primer cambio importante en el Mark V se produjo en 1963 cuando Weatherby acortó y recortó el diseño de la acción en torno a su ronda de alimañas 224 Weatherby Magnum, que había sido diseñada en 1964. El cerrojo en la acción más pequeña de Mark V tenía seis orejetas de bloqueo, a diferencia de las nueve orejetas de bloqueo que se encuentran en el rifle principal alojado en el 378 Weatherby Magnum. Los rifles con recámara para el nuevo cartucho 224 Weatherby Magnum se denominaron "Varmintmaster". El Varmintmaster se ofreció más tarde en una versión con recámara para el Remington 22-250, lo que lo convierte en el primer cartucho que no es Weatherby ofrecido en el rifle Mark V. En 1967 también se puso a disposición una versión del rifle Mark V equipado con un perno de nueve orejetas y con recámara en .30-06. Estos dos cartuchos, el 30-06 y el 22-250, siguieron siendo los únicos dos cartuchos que no eran de Weatherby que se ofrecían en los rifles Mark V de producción hasta mediados de la década de 1990, aunque Weatherby todavía fabricaba un Mark V personalizado según las especificaciones del cliente en prácticamente cualquier calibre. Como todos los rifles Mark V fabricados después de 1967 que tenían recámara para calibres estándar que no son Weatherby (no cartuchos magnum) estaban equipados con la versión de seis orejetas del cerrojo, esto hace versiones con un cerrojo de nueve orejetas con recámara 30-06 (ya sea hecho en Alemania o Japón) algo raro.
A fines de la década de 1960, Weatherby contrató a Howa de Japón para construir un rifle Weatherby que fuera más asequible para el cazador promedio. El resultado fue el Weatherby Vanguard, que se introdujo en 1970, el mismo año en que la producción del Mark V se trasladó a Japón. El Vanguard se basó en el Howa 1500 de cerrojo e inicialmente solo se ofreció en calibres estándar, y brindó una alternativa atractiva para los compradores en el mercado de un rifle deportivo recamarado para los calibres Weatherby a un precio competitivo. Desde entonces, el Vanguard también está disponible con cámara para calibres Weatherby magnum selectos.

## productos

### Rifles

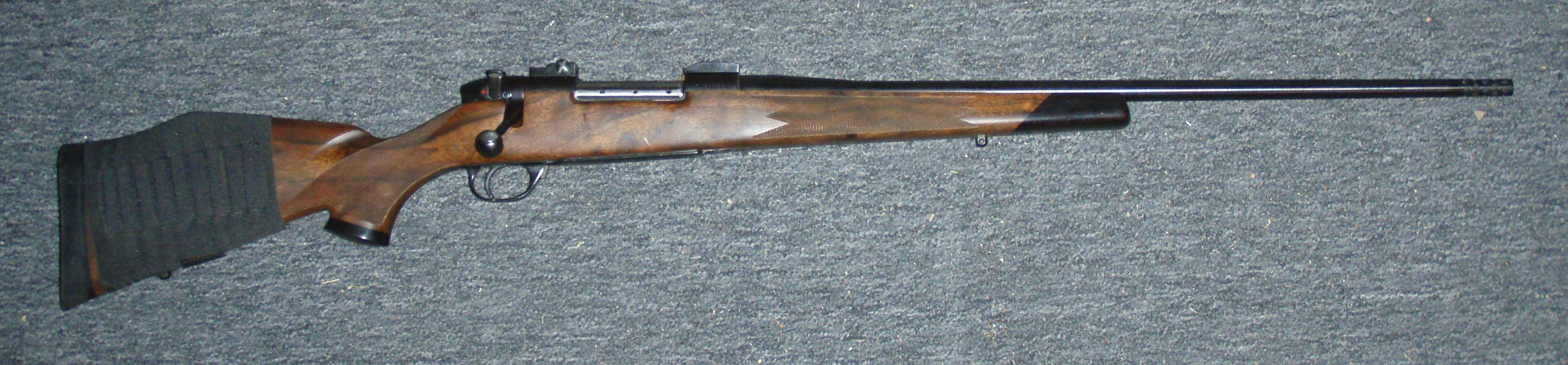
Weatherby Mark V en 7mm Weatherby Magnum

Weatherby ofrece solo dos líneas de rifles de fuego central: Mark V y Vanguard. La acción de cañón Mark V es fabricada por ATEK en Brainerd, Minnesota, mientras que el cañón y la acción de Vanguard todavía son fabricados por Howa en Japón . El montaje final de Mark V y Vanguard se realiza en la sede de la empresa de Weatherby en Sheridan, Wyoming, Estados Unidos. El Mark V tiene dos variantes de tamaño de acción; se usa una acción de cerrojo de nueve orejetas más grande para todos los calibres magnum Weatherby más grandes, y una acción de seis orejetas más pequeña (en dos longitudes) se usa para el 240 Weatherby y todos los demás cartuchos que no son Weatherby (ya que el 224 Weatherby Magnum no es ya es una opción estándar). Tanto el Mark V como el Vanguard están disponibles como rifles sub-MOA que fueron reemplazados por rifles "Range Certified" en varios modelos. Estas variantes van desde acero azulado hasta acero inoxidable con kevlar o culatas de madera, y están disponibles en calibres que incluyen el .223 Remington (solo Vanguard) hasta el .300 Weatherby Magnum. Los rifles con recámara en el .340 Weatherby Magnum o el .460 Weatherby Magnum solo están disponibles en el Mark V, ya que estos cartuchos requieren un cerrojo más fuerte.
Los rifles Weatherby vienen con una garantía de precisión sub-MOA de tres disparos desde un orificio frío en todos los modelos que usan Weatherby o munición premium. Generalmente considerados de mayor calidad que los rifles Remington o Winchester de la misma clase, los rifles Weatherby Mark V son considerablemente más caros en términos de costo unitario y munición. Sin embargo, los modelos Vanguard tienen precios competitivos con otras marcas y modelos.

### Miras Telescópicas
Weatherby ya no fabrica visores de rifle u otros productos ópticos. La empresa produjo el Mark XXI Scope, que se fabricó en Japón entre 1964 y 1989. La empresa ofreció el telescopio terrestre Sightmaster con rangos de aumento de 20x-45x de 1972 a 1982 y de 20x-60x de 1983 a 1989. Las ópticas anteriores también incluían el Imperial Scope y fueron producidas para Weatherby por Hertel & Reuss y fabricadas en Alemania Occidental, entre 1964 y 1973. Weatherby fabricó su línea de Premier Scopes en Japón de 1973 a 1982, y su Supreme Scopes, también fabricados en Japón, de 1983 a 1994.

### Escopetas
Weatherby ofrece una línea de escopetas para la caza de pluma y tiro al plato, produciendo cuatro tipos de escopetas, cada tipo disponible en dos modelos diferentes: cañón doble superpuesto, cañón doble lado a lado, acción de bombeo y semiautomática. Las escopetas de Weatherby (la línea "D'Italia") se fabrican en Italia a través de un esfuerzo de colaboración con el fabricante de armas italiano Fausti Stefano.

### Munición
El diseñador de armas de fuego y pionero de los cartuchos Charles Newton, a menudo conocido coloquialmente como el "Padre de la alta velocidad", fue el primero en construir un cartucho de caza y un rifle capaz de disparar una bala a más de 3000 pies por segundo (914,4 m/s) . Weatherby pudo desarrollar sus rifles siguiendo esta nueva tendencia en el diseño de calibres de caza de alta velocidad. A fines de la década de 1980, la serie Ultra Mag de cartuchos magnum sin cinturón de Remington, que volvía al diseño de cartuchos al estilo Newton, proporcionó a Weatherby una nueva competencia. Sin embargo, Weatherby todavía fabrica el cartucho de caza más potente disponible comercialmente en el mundo con su .460 Weatherby.
Casi todos los cartuchos Weatherby han sido diseñados desarrollando casquillos con hombros  de doble radio y un freebore considerable. 
El .224 Weatherby Magnum, introducido en 1963, fue el primero y durante más de 50 años el único cartucho Weatherby que tenía un hombro en ángulo, pero incluía otras características distintivas de la compañía.
La primera desviación importante del diseño clásico de Weatherby fue el 6.5 Weatherby Rebated Precision Magnum (a menudo abreviado como RPM), un cartucho sin cinturón con un hombro en ángulo y sin orificio libre presentado en 2019. En 2022, se introdujo un segundo cartucho en la familia RPM, el .338 Weatherby RPM, nuevamente sin cinturón y con un hombro en ángulo.
- .224 Weatherby Magnum
- .240 Weatherby Magnum
- .257 Weatherby Magnum
- 6.5 RPM (Rebated Precision Magnum)
- 6.5-300 Weatherby Magnum
- .270 Weatherby Magnum
- 7mm Weatherby Magnum
- .300 Weatherby Magnum
- .338 Weatherby RPM
- .340 Weatherby Magnum
- .30-378 Weatherby Magnum
- .338-378 Weatherby Magnum
- .375 Weatherby Magnum
- .378 Weatherby Magnum
- .416 Weatherby Magnum
- .460 Weatherby Magnum

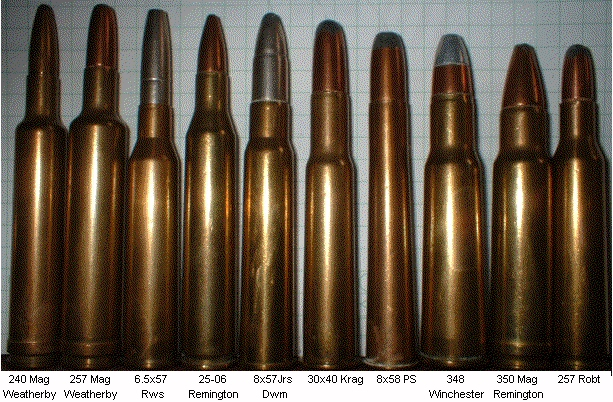

Weatherby también produce el.220 Weatherby Rocket, diseñado por Roy Weatherby. No tiene el típico hombro de doble radio como el resto de calibres Weatherby, y no es un belted magnum. Se describe mejor como una versión "mejorada" del .220 Swift.
Las escopetas Weatherby están disponibles en varios cartuchos comunes, desde calibre .410 hasta calibre 12.